# LVD-Baureihe Ct
Die LVD-Baureihen Ct und Rt  waren Tenderlokomotiven der Lettischen Staatsbahn Latvijas Valsts Dzelzsceļi (LVD) mit der Achsfolge 1’C1’. Der Entwurf dieser Baureihen stammte von Hanomag. Die ersten drei Lokomotiven wurden 1934 von der polnischen Lokomotivfabrik Pierwsza Fabryka Lokomotyw w Polsce in Chrzanów gebaut. Die weiteren bis 1940 folgenden Lieferungen kamen von Henschel aus Kassel. Bei den Lokomotiven war ein vergleichsweise einfacher Umbau von Spurweite und Treibradgröße konstruktiv berücksichtigt worden.
Es wurden insgesamt 90 Lokomotiven mit den angegebenen Bezeichnungen bestellt. Der Einsatzweg einer Lokomotive, die nach dem Zweiten Weltkrieg bis 1964 bei der Osthannoverschen Eisenbahn (OHE) im Einsatz war, ist bekannt. Sie wurde ausgemustert und verschrottet.

## Geschichte

### Vorkriegsgeschichte

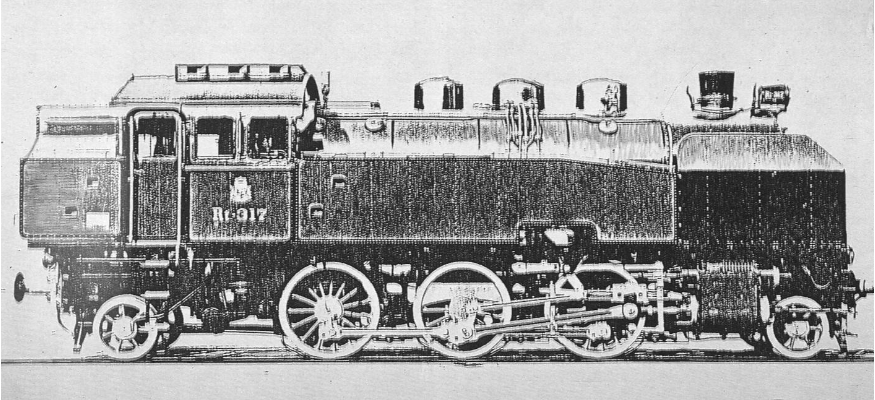
Werkfoto von Henschel der LVD Rt 317

Die Lokomotiven entstanden auf der Basis einer von Hanomag gelieferten Tenderlokomotive an die LVD. Sie gehörten zu den wenigen Triebfahrzeug-Neubeschaffungen der LVD in der Zeit zwischen dem Beginn der lettischen Unabhängigkeit 1918 und der sowjetischen Okkupation Lettlands im Jahr 1940. Aufgrund der Baugeschichte ihrer Bahnstrecken und insbesondere der Auswirkungen des Ersten Weltkriegs besaß die LVD Strecken in insgesamt fünf Spurweiten. Abgesehen vom umfangreichen Schmalspurnetz in 600, 750 und 1000 mm Spurweite war der größte Teil des Netzes in russischer Breitspur von 1524 mm ausgeführt. Daneben gab es auch Strecken in europäischer Regelspur von 1435 mm, vor allem von Liepāja, Daugavpils und Riga in Richtung Litauen, über die die Verbindung nach Mittel- und Westeuropa lief.
Die Lokomotiven wurden nach dem 1925 entstandenen Bezeichnungssystem der LVD bezeichnet, das mit einem Großbuchstaben für die Lokomotivreihe und einem Kleinbuchstaben für die Spurweite besteht. Im Falle der Rt/Ct bedeutet der Kleinbuchstabe, dass die Spurweite zwischen der Normalspur und der Breitspur verändert werden konnte. Für die betreffenden Baureihen wollten die Lettischen Staatsbahnen mit den bestellten Tenderlokomotiven alle älteren Maschinen mit Schlepptender ablösen. Für den komplizierten Betrieb wollte die Staatsbahn ihre neuen Lokomotiven mit auswechselbaren verschiedenen Treibraddurchmesser oder mit verschiedener Spurweite ausrüsten. Die Lokomotiven mit großen Treibrädern wurden als Ct, die mit kleinen Treibrädern Rt bezeichnet. Die Rt wurden vorrangig für den Güterzugdienst, die Ct für den Personenzugdienst verwendet. Die Auswechselmöglichkeit ist nicht dokumentiert. Bei der Übernahme durch die Sowjetunion im Jahr 1940 sind die Lokomotiven in folgenden Bezeichnungen und Spurweiten vorgefunden worden;
| Spurweite | Baureihenbezeichnung | Loknummern                  |
| --------- | -------------------- | --------------------------- |
| 1.435 mm  | LVD Ct               | 124, 126, 128               |
| 1.524 mm  | LVD Ct               | 122, 123, 125, 127, 129–138 |
| 1.435 mm  | LVD Rt               | 315                         |
| 1.524 mm  | LVD Rt               | 312–314, 316–327            |

Ob diese Bezeichnungen korrekt sind, ist nicht nachgewiesen. So hat die nach dem Kriegsende in München vorgefundene Ct 123 große Treib- und Kuppelradsätze, die bei der OHE verkehrende ehemalige Ct 131 besaß hingegen Räder mit einem Durchmesser von 1.400 mm.
Die ersten drei 1934 von Chrzanów mit den Fabriknummern 590 bis 592 gelieferten Lokomotiven sollen 1.720 mm Treibraddurchmesser und 1.524 mm Spurweite besessen haben. Henschel übernahm die weiteren Lieferungen und änderte dafür die Konstruktion erheblich. Es erfolgte eine Vereinheitlichung mit den Bauteilen der Baureihe Bt und die Wünsche der LVD zur Umrüstung wurden konstruktiv berücksichtigt. Die Konstruktion des Fahrwerks baut auf der DR-Baureihe 64 auf. Sie wurden in mehreren Losen von 1936 bis 1940 geliefert: 1936 kamen die ersten vier Ct mit den Henschel-Fabriknummern 23085 bis 23088, 1938 folgten zehn Rt mit den Fabriknummern 23856 bis 23865. 1940 lieferte Henschel die letzten beiden Serien, zehn Ct und anschließend zehn Rt. Sie erhielten fortlaufend die Fabriknummern 25292 bis 25311.

### Nachkriegsgeschichte
Die Geschichte der verbliebenen Lokomotiven in der Sowjetunion ist nicht bekannt. 1946 wurde die Ct 130 im Bereich der Reichsbahndirektion Dresden erwähnt. Die Ct 123 wurde im Raum München vorgefunden. Von beiden Exemplaren ist gibt es keine weiteren Daten.

### PKP OKl100-1
Eine Lokomotive, die Rt 126 (Henschel 23086/1936), verblieb als OKl100 in Polen. Sie war bei Kriegsende im Bahnbetriebswerk Rybnik in Schlesien und wurde dort im März 1945 von den Polskie Koleje Państwowe (PKP) übernommen. Sie war ursprünglich als Ct 126 in der Personenzugversion ausgeliefert worden, war aber bei der Übernahme mit 1400-mm-Treibrädern ausgestattet und erhielt die Nummer OKl100-1. Zwischen 1945 und 1954 war sie verschiedenen Betriebswerken in Oberschlesien und der Region Oppeln zugeteilt und wurde zusammen mit der Baureihe OKl27 im Personenverkehr eingesetzt. 1954 wurde sie in einen Lebensmittelbetrieb übergeben und blieb dort bis 1958 im Einsatz. Nach einigen weiteren Jahren als stationärer Kessel wurde sie 1964 verschrottet.

### OHE 75 098
Die ehemalige Ct 131 war bis 1964 bei den Osthannoverschen Eisenbahnen im Dienst. Sie wurde im Juli 1944 von einer Lokauffangstelle als Schadlok mit Ziel Reichsbahnausbesserungswerk Schwerte abgefahren. 1945 war sie im Bereich der Reichsbahndirektion Hannover vorhanden und wenig später als OHE 75 098 bei der OHE. Obwohl als Baureihe Ct bezeichnet, besaß sie nur einen Treibraddurchmesser von 1.400 mm und hatte nur eine Höchstgeschwindigkeit von 70 km/h. 1950 wurden ihre Trofimoff-Schieber gegen solche der Bauart Müller getauscht. Auf Grund der Breitspurbauweise hatte sie ein breiteres Lichtraumprofil. Während ihrer Einsatzzeit kam es zu einer schweren Verletzung eines Lokführers, der sich zu weit aus dem Führerstand gelehnt hatte und an einen Mast prallte. Ausgemustert wurde die Lok 1964.

## Konstruktion
Für die Bauarten Bt und Pt sowie Ct und Rt wurde seitens des Auftraggebers verlangt, dass die Bauteile weitestgehend austauschbar sein sollten, mit geringstmöglichen Aufwand die Treibräder von 1.400 mm auf 1.720 mm umgerüstet werden sollten sowie die Möglichkeit der Änderung der Spurweite realisiert werden sollte. Ihr Barrenrahmen ermöglichte die Verwendung aller vier Radsatzvarianten.
Bei den Lokomotiven von Henschel wurden die Bauteile mit denen der Bt-Lokomotiven vereinheitlicht. Der Wasserkasteninhalt konnte durch Verwendung von hochwertigem Kesselstahl sowie der Schweißtechnik und besonderen Konstruktionselementen des Stahlbaues bei Beibehaltung des Achsdruckes auf 9 m³ steigern. Der Wechsel des Kuppelraddurchmessers konnte durch Umstecken der Lenkgestelldeichseln bzw. der Rückstellvorrichtungen durchgeführt werden. Zudem war das Ändern der Bremsgestänge-Lager und Endzugstangen, der Puffer und Zughaken mit Führung sowie der Fußtritte, Bahnräumer und Sandfallrohre möglich.
Die Lokomotiven hatten einen Kobelschornstein und der Kohlenkasten eine Aufsatzmöglichkeit. Die Kesselaufbauten ähneln denen der Einheitsdampflokomotiven, der Sandstreuer sandete die Treibachse beidseitig und die erste Achse jeweils in Fahrtrichtung von vorn. Den Aufsatz auf den Kohlenkasten hat die OHE-Lokomotive noch besessen.
Die Druckluftbremse bremste die Kuppelradsätze einseitig von vorn knapp unterhalb der Achsmitte. Die dafür benötigte Druckluft wurde von einem Luftpresser erzeugt, der rechts neben der Rauchkammer saß.